# تریدویندز، تگزاس
تریدویندز (به انگلیسی: Tradewinds) یک منطقهٔ مسکونی در ایالات متحده آمریکا است که در شهرستان سن پاتریسیو، تگزاس واقع شده‌است. تریدویندز ۲٫۸ کیلومتر مربع مساحت و ۱۸۰ نفر جمعیت دارد و ۶ متر بالاتر از سطح دریا واقع شده‌است.